# J&T Banka Prague Open 2015
WTA Prague Open 2015 — професійний тенісний турнірs, що проходив на відкритих кортах з ґрунтовим покриттям. Це був 6-й за ліком турнір. Уперше належав до категорії International у рамках Туру WTA 2015. Відбувся в Sparta Prague Tennis Club у Празі (Чехія). Тривав з 27 квітня до 2 травня 2015 року. 

## Розподіл очок і призових грошей

### Розподіл очок
| Дисципліна       | П   | Ф   | ПФ  | ЧФ | 1/8 | 1/16 | Q   | Q3  | Q2  | Q1  |
| Одиночний розряд | 280 | 180 | 110 | 60 | 30  | 1    | 18  | 14  | 10  | 1   |
| Парний розряд    | 280 | 180 | 110 | 60 | 1   | Н/Д  | Н/Д | Н/Д | Н/Д | Н/Д |

### Розподіл призових грошей
| Дисципліна       | П       | F       | ПФ      | ЧФ     | 1/8    | 1/16   | Q3     | Q2   | Q1   |
| Одиночний розряд | $43,000 | $21,400 | $11,300 | $5,900 | $3,310 | $1,925 | $1,005 | $730 | $530 |
| Парний розряд    | $12,300 | $6,400  | $3,435  | $1,820 | $960   | Н/Д    | Н/Д    | Н/Д  | Н/Д  |

## Учасниці основної сітки в одиночному розряді

### Сіяні
| Країна    | Гравчиня           | Рейтинг1 | Сіяна |
| --------- | ------------------ | -------- | ----- |
| Чехія     | Кароліна Плішкова  | 12       | 1     |
| Чехія     | Луціє Шафарова     | 13       | 2     |
| Чехія     | Барбора Стрицова   | 23       | 3     |
| Росія     | Світлана Кузнецова | 24       | 4     |
| Франція   | Алізе Корне        | 28       | 5     |
| Румунія   | Ірина-Камелія Бегу | 33       | 6     |
| Швейцарія | Белінда Бенчич     | 34       | 7     |
| Італія    | Каміла Джорджі     | 35       | 8     |

- 1 Рейтинг подано станом на 20 квітня 2015.

### Інші учасниці
Нижче наведено учасниць, які отримали вайлдкард на участь в основній сітці:
- Деніса Аллертова
- Клара Коукалова
- Kristína Schmiedlová

Нижче наведено гравчинь, які пробились в основну сітку через стадію кваліфікації:
- Ольга Говорцова
- Луціє Градецька
- Ана Конюх
- Данка Ковінич

### Знялись з турніру
До початку турніру
- Магдалена Рибарикова → її замінила Катерина Сінякова
- Карла Суарес Наварро → її замінила Яніна Вікмаєр

## Учасниці основної сітки в парному розряді

### Сіяні
| Країна            | Гравчиня         | Країна  | Гравчиня          | Рейтинг1 | Сіяна |
| ----------------- | ---------------- | ------- | ----------------- | -------- | ----- |
| Нідерланди        | Міхаелла Крайчек | Чехія   | Кароліна Плішкова | 69       | 1     |
| Україна           | Людмила Кіченок  | Україна | Надія Кіченок     | 137      | 2     |
| Росія             | Віра Душевіна    | Чехія   | Андреа Главачкова | 141      | 3     |
| Китайський Тайбей | Чжуан Цзяжун     | КНР     | Лян Чень          | 142      | 4     |

- 1 Рейтинг подано станом на 20 квітня 2015.

### Інші учасниці
Пара, що отримала вайлд-кард на участь в основній сітці:
- Катержина Ванькова /  Маркета Вондроушова

### Знялись з турніру
До початку турніру
- Міряна Лучич-Бароні (хворобу шлунково-кишкового тракту)

## Переможниці

### Одиночний розряд
- Кароліна Плішкова —  Луціє Градецька, 4–6, 7–5, 6–3

### Парний розряд
- Белінда Бенчич /  Катерина Сінякова —  Катерина Бондаренко /  Ева Грдінова, 6–2, 6–2